# Grégory Anquetil
Pour les articles homonymes, voir Anquetil.
Gregory Anquetil, né le 14 décembre 1970 à Harfleur, est un ancien handballeur français évoluant au poste d'ailier droit. Avec l'Équipe de France, il remporte le premier titre de champion du monde de l'histoire du handball français, lors du mondial 1995 en Islande puis récidive lors du mondial 2001 disputé en France. Il compte également deux autres médailles mondiales à son palmarès, le bronze en 2003 et 2005. Champion de France à neuf reprises avec son club du Montpellier Handball, il remporte également la Ligue des champions en 2003, lorsque le club bat Pampelune en finale.

## Biographie

### Carrière en club
Après avoir débuté avec l'ESM Gonfreville-l'Orcher, Grégory Anquetil rejoint en 1989 en compagnie de son frère Frédéric Anquetil le club du Montpellier Paillade SC qui est promu en Champion de France N1B, l'anti-chambre de l'élite. Alors que Grégory Anquetil s'attend à ne jouer qu'avec les Espoirs, Stéphane Stoecklin se blesse à la cheville en cours de saison et Anquetil est propulsé en équipe fanion. En 1992, en obtenant le titre de Champion de France N1B, Montpellier accède enfin à l'élite du handball français.
Après seulement deux saisons, terminées au cinquième puis troisième rang du championnat, Montpellier remporte le titre de champion de France 1995, ce qui lui permet également d'obtenir une participation pour la Ligue des champions lors de la saison suivante. Cette première saison dans la compétition de club la plus importante en Europe se traduit par une élimination en huitième de finale. Après deux saisons sans titre, quatrième puis troisième en championnat, Montpellier remporte son second titre de champion de France en 1998. C'est le début de la domination du club de l'Hérault sur le handball français : à partir de cette saison, Greg Anquetil remporte un titre national lors de chaque saison qu'il dispute jusqu'à sa retraite sportive. Il remporte ainsi les titres des années 1999, 2000, 2002, 2003, 2004, 2005, 2006, le titre de 2001 revenant à Chambéry Savoie Handball. Lors de sa dernière saison, c'est le club de l'US Ivry qui prive Greg Anquetil d'un dixième titre de champion. Il remporte également six Coupes de France et quatre Coupes de la Ligue. Sur le plan individuel, il est honoré à huit reprises du titre de meilleur ailier droit du championnat de France, de 1999 à 2006.
Montpellier devient également un club européen important : il dispute deux seizième de finale en 1998-1999 puis lors de la saison suivante, avant d'échouer en quart de finale face au RK Celje en Ligue des champions en 2001 et à Ciudad Real, futur vainqueur, en coupe des coupes en 2002. La saison suivante, en Ligue des champions, Montpellier termine en tête de son groupe du tour principal pour obtenir une place en quart de finale. Après une première manche terminée sur le score de 28 partout face à RK Zagreb, Montpellier l'emporte au match retour 34 à 25. Pour sa première participation aux demi-finales de la ligue des champions, Montpellier est opposé au club slovène du Prule 67 Ljubljana. Celui-ci l'emporte 29 à 27 au match aller mais s'incline de quatre buts au retour. En finale, Montpellier est opposé à Pampelune, club espagnol où évolue le Français Jackson Richardson. La victoire des Espagnols sur le score de 27 à 19 à l'aller semble leur promettre le titre mais lors du match retour, disputé au palais des sports René-Bougnol, les Français refont leur écart pour l'emporter 31 à 19. Dans cette partie, Montpellier marque beaucoup de buts par ses ailiers : Michaël Guigou termine meilleur marqueur de la rencontre avec dix buts, tandis que Greg Anquetil ajoute quatre buts. La saison suivante, c'est le club Hongrois de SC Pick Szeged qui met un terme à la saison européenne du club français en huitième de finale. Anquetil inscrit 36 buts. L'année suivante, il marque 27 buts dans une compétition où Montpellier s'incline en demi-finale face à Ciudad Real. Lors de ses deux dernières participations à cette coupe d'Europe, il termine en quart de finale - avec 20 buts sur la compétition - puis en huitième de finale lors de sa dernière saison où il inscrit 9 buts.
Joueur fidèle à son club, Greg Anquetil dispute son dernier match de sa carrière professionnelle en juin 2007 lors d'une rencontre de championnat face à Chambéry. Pour cette dernière rencontre, terminée sur le score de 27 partout, il se voit opposé à deux anciens coéquipiers de l'époque des Barjots, Philippe Gardent, l'entraîneur de Chambéry, et Jackson Richardson. Il met ainsi un terme à une carrière de 18 saisons consécutives disputées sous les couleurs montpelliéraines.

### Carrière en équipe nationale
Sous le maillot bleu, il participe au premier France-Croatie de l'histoire du handball lors des jeux méditerranéens de 1993. Il débute au sein d'une équipe A' où évolue également Guéric Kervadec et Stéphane Cordinier. Toujours avec l'équipe A', il atteint ensuite la finale des Jeux de la Francophonie en juillet 1994.
Il fait ses débuts avec l'équipe de France, le 20 décembre 1994 contre la Norvège lors de la préparation au championnat du monde 1995. La France reste sur une médaille de bronze lors des jeux de Barcelone et un titre de vice-champion du monde. Mais, elle a besoin d'une réunion de crise entre les joueurs, provoquée par Denis Lathoud, pour ressouder un groupe où l'opposition entre « Marseillais » de l'OM Vitrolles et les autres est sensible. La France élimine ensuite l'Espagne en huitième de finale, la Suisse, l'Allemagne pour atteindre la finale. Opposée à la Croatie, la France emporte son premier titre de championne du monde sur le score de 23 à 19.
L'année suivante, la France se présente parmi les favoris pour l'obtention des Jeux olympiques d'Atlanta. Cette équipe, privée de « Barjots » historiques - Éric Quintin, suspendu pour un coup de boule sur son coéquipier Philippe Schaaf, Laurent Munier, Thierry Perreux, Philippe Gardent écartés - connaît des problèmes de groupes. Elle remporte ses cinq rencontres du premier tour mais s'incline ensuite 24 à 20 face à Croatie en demi-finale. Elle est également incapable de se reprendre pour remporter le bronze face à l'Espagne et termine donc au pied du podium. À titre individuel, Anquetil n'a pas résisté à l'ambiance pesante chez les Bleus et au climat malsain de ces « Jeux Coca-Cola ». Peu à peu, il tourne le dos à la compétition et vit presque en marge du groupe, au point qu'il sera exclu de l'équipe de France au terme de la compétition.
Il fait son retour en équipe de France en 2000 et participe aux Jeux olympiques de 2000 qui se déroulent mieux que 4 ans plus tôt malgré une 6e place de Sydney. À l'occasion du mondial 2001 qui se déroule en France, après avoir terminée le premier tour invaincue, la France élimine le Portugal en huitième de finale puis l'Allemagne en quart de finale après un exploit de Jackson Richardson - tir à la hanche de dix mètres - pour atteindre la prolongation où la France s'impose finalement 26 à 23. L'Égypte, premier pays non-européen à atteindre une demi-finale internationale, mène longtemps lors de la demi-finale mais s'incline finalement sur le score de 24 à 21, rencontre où Anquetil termine meilleur marqueur français avec sept buts sur neuf tentatives dont un trois sur quatre aux jets de sept mètres. En finale, disputée au Palais omnisports de Paris-Bercy, les Français affrontent les Suédois. Ceux-ci prennent l'avantage à dix-huit secondes du terme de la rencontre sur un but de Stefan Lövgren. Bruno Martini, le gardien français, relance rapidement la balle pour l'engagement. Joël Abati donne la balle à Anquetil. Celui-ci s'enfonce sur son aile, élimine son coéquipier de Montpellier Martin Frändesjö pour battre le gardien suédois Peter Gentzel, égaliser à 22 partout et obtenir le droit de disputer la prolongation. La France s'impose finalement sur le score de 28 à 25, score clôturé par un dernier but d'Anquetil qui inscrit trois buts sur cette rencontre.
En 2002, après avoir choisi de ne plus évoluer sous le maillot bleu, il se déclare de nouveau prêt à porter le maillot de l'équipe de France : il explique ce choix par sa volonté de disputer les jeux olympiques d'Athènes et se déclare ainsi prêt à satisfaire aux exigences imposées pour y parvenir. Il retrouve celle-ci en grande compétition lors du mondial 2003 disputé au Portugal. La France s'incline en demi-finale face l'Allemagne sur le score de 23 à 22 avant de remporter la médaille de bronze en s'imposant 27 à 22 face à l'Espagne, Anquetil inscrivant deux buts lors de cette dernière rencontre.
La saison internationale de l'année 2004 débute par le championnat d'Europe 2004, compétition où Anquetil se retrouve capitaine de l'équipe de France en l'absence de Richardson, laissé au repos en vue des JO. Claude Onesta ayant choisi de privilégier les jeux, la France ne se présente pas avec toutes ses forces : outre Richardson, Gueric Kervadec, Daniel Narcisse et Michaël Guigou sont également absents. La France, troisième de son groupe lors du groupe principal, termine finalement la compétition à la sixième place.
Aux Jeux olympiques d'Athènes, la France termine le premier tour avec un bilan parfait de cinq victoires sur cinq rencontres disputées, ce qui lui permet d'avoir l'avantage d'affronter en quart de finale le quatrième du groupe A, donc a priori une équipe plus faible. Toutefois, la France s'incline face à la Russie où le gardien Andreï Lavrov réalise des exploits en fin de rencontre - 15 arrêts sur 39 tirs au total. Lors de cette partie, Anquetil inscrit cinq buts sur sept tirs tentés.
À l'issue de cette compétition, il déclare de nouveau mettre un terme à sa carrière internationale. Toutefois, comme il l'avait promis à Claude Onesta, il fait son retour pour le championnat du monde 2005, celui-ci le préférant à son coéquipier de Montpellier Frédéric Dole que le sélectionneur estime insuffisamment remis d'« une pubalgie qui l'avait arrêté trois semaines en décembre ». La France commence le tour principal avec une défaite et un nul obtenu lors du premier tour. Lors de ses trois matchs de ce tour, elle remporte deux victoires et obtient un nul ce qui lui permet de se qualifier pour les demi-finales., mais la France s'incline face à la Croatie de Ivano Balić, auteur d'un huit sur neuf, sur le score de 35 à 32. Anquetil inscrit cinq buts sur onze tentatives dans cette rencontre qui est la dernière de Jackson Richardson sous le maillot bleu : celui-ci est victime d'une blessure à l'épaule droite. Les Français mettent un point d'honneur à offrir une dernière médaille mondiale à leur capitaine en battant la Tunisie, hôte de la compétition, sur le score de 26 à 25. Avec Jackson Richardson, deux autres joueurs mettent un terme à leur carrière sous le maillot bleu : le pivot Guéric Kervadec et Greg Anquetil.

### Style de jeu
Joueur à risque, il est surtout connu pour des actions de génie, tel son but qui arrache la prolongation en finale du championnat du monde 2001 contre la Suède à 15 secondes de la fin, prolongation qui offre le titre mondial à la France ou celui qu'il marque sur jet franc direct à la dernière seconde du match contre Flensburg en quart de finale de ligue des champions 2004-2005, après avoir « mouillé » le ballon contre sa poitrine.

### Post-carrière
Après sa retraite sportive, il reste au sein de son club de Montpellier pour occuper un poste de responsable de la communication. Il est également recruté par le service des sports de Canal+ pour officier en tant que consultant, le plus souvent auprès de Frédéric Brindelle. Il occupe ce poste sur les différentes chaînes du groupe, principalement sur Canal+ Sport et Sport+. Il commente les matchs de l'équipe de France, notamment les jeux olympiques de Pékin et de Rio, les mondiaux 2009 et 2011, le championnat d'Europe 2010, 2012 et 2014, la Ligue nationale de handball, la Coupe de la Ligue et la Coupe de France.
En janvier 2021, il devient consultant pour la chaîne L'Équipe.

## Palmarès

### Équipe de France
Championnats du monde
- Médaille d'or au Championnat du monde 1995,  Islande
- Médaille d'or au Championnat du monde 2001,  France
- Médaille de bronze au Championnat du monde 2003,  Portugal
- Médaille de bronze au Championnat du monde 2005,  Tunisie

Jeux olympiques
- 4e place aux Jeux olympiques de 1996 d'Atlanta,  États-Unis
- 6e place aux Jeux olympiques de 2000 de Sydney,  Australie
- 5e place aux Jeux olympiques de 2004 d'Athènes,  Grèce

Jeux méditerranéens
- 6e place aux Jeux méditerranéens de 1991 (avec  France espoir)

Autres
- 1re sélection en équipe de France A le 20 décembre 1994 face à la  Norvège
- 169 sélections, pour 476 buts

### En club
Compétitions internationales
- Vainqueur de la Ligue des champions (1) : 2003

Compétitions nationales
- Vainqueur du Championnat de France (9) : 1995, 1998, 1999, 2000, 2002, 2003, 2004, 2005, 2006
  - Vice-champion : 2001, 2007
- Vainqueur de la Coupe de France (6) : 1999, 2000, 2001, 2002, 2003, 2005, 2006
  - Finaliste : 1998
- Vainqueur de la Coupe de la Ligue (4) : 2004, 2005, 2006, 2007
  - Finaliste : 2003
- Vainqueur du Champion de France de D2 (1) : 1992[27]

### Distinctions individuelles
- Élu meilleur ailier droit français de tous les temps en 2002[28]
- Élu meilleur ailier droit du championnat de France (8) : 1999, 2000, 2001, 2002, 2003, 2004, 2005, 2006

## Décorations
- Chevalier de la Légion d'honneur en 2001[29]